# Улаган
Улаган (рос. Улаган) — село, адміністративний центр Улаганського району, Республіка Алтай Росії. Входить до складу Улаганського сільського поселення.
Населення — 3465 осіб (2015 рік).

## Релігія
У селі є церква Казанської ікони Матері Божої. Парафія належить до Горноалтайської єпархії Російської православної церкви.